# Klentnice
Klentnice – wieś na Morawach, w Czechach, w kraju południowomorawskim. Według danych z 31 grudnia 2006 liczba jego mieszkańców wyniosła 535 osób.
We wsi znajdują się ruiny zamku Sirotčí hrádek.